# Aruna Kumari Galla
 (février 2023).
Galla Aruna Kumari, née le 1er août 1944, est une femme politique indienne. Elle est la fille de l'ancien parlementaire indien et militant social Paturi Rajagopala. Actuellement elle est membre du bureau politique du parti Telugu Desam.
Elle fut ministre de la géologie et des mines dans le gouvernement de l'Andhra Pradesh , en Inde et députée de la circonscription de Chandragiri. Elle a rejoint le parti Telugu Desam le 8 mars 2014. Aruna Kumari Galla est mariée à Galla Ramachandra Naidu un industriel indien fondateur du Groupe Amara Raja . Elle a travaillé pour Chrysler en tant que programmeur d'ordinateur et est le chef de département pour les systèmes d'information de gestion dans les ventes. Ses rôles antérieurs dans sa carrière politique incluent celui de présidente du Congrès Andhra Pradesh Mahila et de secrétaire générale du Comité du Congrès Prades. Elle a aussi été ministre de la santé de 2004 à 2009 et ministre des Assurances dans le premier mandat de Andhra Pradesh.